# Eudactylina acuta
Eudactylina acuta är en kräftdjursart som beskrevs av van Beneden 1853. Eudactylina acuta ingår i släktet Eudactylina och familjen Eudactylinidae. Arten är reproducerande i Sverige. Inga underarter finns listade i Catalogue of Life.